# Reptatrix crassipes
Reptatrix crassipes är en stekelart som först beskrevs av H. Douglas Pratt 1945.  Reptatrix crassipes ingår i släktet Reptatrix och familjen brokparasitsteklar. Inga underarter finns listade i Catalogue of Life.